# Aaron Cook (taekwondo)
Aaron Cook, né le 2 janvier 1991 à Dorchester (Angleterre), est un taekwondoïste britannique naturalisé moldave depuis 2015. Il a aussi concouru sous les couleurs de l'Île de Man de 2013 à 2015.

## Palmarès

### Championnats du monde
- Médaille de bronze des -80 kg du Championnat du monde 2015  à Tcheliabinsk, (Russie)

### Championnats d'Europe
- Médaille d'or des -80 kg du Championnat d'Europe 2014  à Bakou, (Azerbaïdjan)
- Médaille d'or des -80 kg du Championnat d'Europe 2012  à Manchester, (Royaume-Uni)
- Médaille d'or des -80 kg du Championnat d'Europe 2010  à Saint-Pétersbourg, (Russie)
- Médaille de bronze des -80 kg du Championnat d'Europe 2016  à Montreux, (Suisse)